# Château Fond'Roy
Pour les articles homonymes, voir Fond'Roy.
Le château Fond'Roy est un des nombreux châteaux qui furent construits aux XIXe et XXe siècles dans la région de Bruxelles, mais un des rares qui furent conservés jusqu'à nos jours. 

## Histoire
Situé sur l'avenue du Prince d'Orange no 49-51 à Uccle, ce château fut construit par Jean Berckmans, agent de change de Saint-Gilles, en 1911.
En 1919, il fut acheté par le notaire Albert Poelaert, neveu de l'architecte Joseph Poelaert, à qui nous devons le palais de justice de Bruxelles. À son décès, il passa en héritage à son épouse, Irma Vermeulen, en 1925. Vingt ans plus tard, la propriété fut transmise à ses neveux : Alexis et Liliane Vermeulen.
En 1947, la famille Vermeulen revendit le bien à la compagnie d'assurances Royale Belge, qui transforma le domaine en centre sportif destiné à son personnel.
En 1973, la compagnie d'assurance céda à son tour le domaine au président zaïrois Mobutu ou plutôt à sa femme qui en était la propriétaire légale.
En 1997, celle-ci vendit la propriété à l'Office des propriétaires, société immobilière bruxelloise présidée par Stéphane Jourdain. Ce dernier y installa aussitôt le siège du Cercle de Lorraine.
Le Cercle de Lorraine quitte finalement les lieux en 2010, pour s'installer plus près du centre de Bruxelles, à l'Hôtel de Mérode, place Poelaert.